# Eparquía de Latakia de los maronitas
La eparquía de Latakia de los maronitas o de Laodicia de los maronitas (en latín: Eparchia Laodicena Maronitarum y en árabe: أبرشية اللاذقية الكاثوليكية المارونية‎) es una circunscripción eclesiástica de la Iglesia católica en Siria. Se trata de una eparquía maronita, inmediatamente sujeta al patriarcado de Antioquía de los maronitas. Desde el 14 de marzo de 2015 su eparca es Antoine Chbeir.

## Territorio y organización
La eparquía extiende su jurisdicción sobre los fieles católicos de rito antioqueno maronita residentes en las gobernaciones de Tartús, Latakia, Hama y Homs.
La sede de la eparquía se encuentra en la ciudad de Tartús, aunque en Latakia es en donde se halla la Catedral de Nuestra Señora de Latakia.
En 2021 en la eparquía existían 32 parroquias.

## Historia
La sede de Laodicea es una antigua eparquía maronita. Hasta el siglo XVIII, el patriarcado maronita solo se dividía formalmente en eparquías: de hecho, todos los obispos eran considerados auxiliares del patriarca, el único verdadero líder de la nación maronita. Los obispos de Laodicea, como los otros obispos maronitas, de hecho solo tenían el título de su sede, no ejercían ninguna jurisdicción real y ni siquiera tenían un lugar para residir.
El sínodo del Monte Líbano de 30 de septiembre de 1736, que a petición de la Propaganda Fide decidió la erección canónica de las diócesis maronitas, no tuvo en cuenta a Laodicea, que, por lo tanto, siguió siendo la sede de un obispo titular. Los territorios que pertenecían formalmente a Laodicea fueron sometidos por el sínodo a la autoridad de los eparcas de Trípoli.
El 16 de abril de 1954, con el decreto Quo aptiori, la Congregación para las Iglesias Orientales decidió restar los territorios del archieparquía de Trípoli de los maronitas que se encontraban en territorio sirio y encomendarlos como administrador apostólico al archieparca de Alepo.
El 4 de agosto de 1977, la administración apostólica fue elevada al rango eparquía y al mismo tiempo se suprimió la sede titular.

## Estadísticas
Según el Anuario Pontificio 2022 la eparquía tenía a fines de 2021 un total de 47 000 fieles bautizados.
| Año                                                                             | Población            | Población | Población      | Sacerdotes | Sacerdotes    | Sacerdotes    | Bautizados por sacerdote | Diáconos permanentes | Religiosos | Religiosos | Parroquias |
| Año                                                                             | Bautizados católicos | Total     | % de católicos | Total      | Clero secular | Clero regular | Bautizados por sacerdote | Diáconos permanentes | Varones    | Mujeres    | Parroquias |
| ------------------------------------------------------------------------------- | -------------------- | --------- | -------------- | ---------- | ------------- | ------------- | ------------------------ | -------------------- | ---------- | ---------- | ---------- |
| 1970                                                                            | 15 000               | 1 200 000 | 1.3            | 20         | 20            |               | 750                      |                      |            | 21         | 30         |
| 1980                                                                            | 20 000               | ?         | ?              | 17         | 16            | 1             | 1176                     |                      | 1          | 24         | 30         |
| 1990                                                                            | 23 000               | ?         | ?              | 21         | 17            | 4             | 1095                     |                      | 4          | 36         | 29         |
| 1999                                                                            | 27 000               | ?         | ?              | 23         | 18            | 5             | 1173                     |                      | 6          | 36         | 32         |
| 2000                                                                            | 27 000               | ?         | ?              | 22         | 18            | 4             | 1227                     |                      | 4          | 36         | 32         |
| 2001                                                                            | 28 000               | ?         | ?              | 23         | 17            | 6             | 1217                     |                      | 6          | 36         | 32         |
| 2002                                                                            | 30 000               | ?         | ?              | 21         | 18            | 3             | 1428                     |                      | 7          | 39         | 32         |
| 2003                                                                            | 30 000               | ?         | ?              | 24         | 21            | 3             | 1250                     |                      | 11         | 40         | 32         |
| 2004                                                                            | 31 000               | ?         | ?              | 24         | 20            | 4             | 1291                     |                      | 4          | 40         | 32         |
| 2009                                                                            | 33 000               | ?         | ?              | 28         | 26            | 2             | 1178                     |                      | 9          | 40         | 32         |
| 2011                                                                            | 35 000               | ?         | ?              | 27         | 25            | 2             | 1296                     |                      | 10         | 40         | 32         |
| 2013                                                                            | 45 000               | ?         | ?              | 28         | 24            | 4             | 1607                     |                      | 10         | 40         | 30         |
| 2019                                                                            | 45 000               |           |                | 29         | 25            | 4             | 1551                     |                      | 10         | 40         | 33         |
| 2021                                                                            | 47 000               | ?         | ?              | 33         | 31            | 2             | 1424                     | 1                    | 7          | 6          | 32         |
| Fuente: Catholic-Hierarchy, que a su vez toma los datos del Anuario Pontificio. |                      |           |                |            |               |               |                          |                      |            |            |            |

## Episcopologio

### Obispos titulares
- Jean Estephan † (noviembre de 1732-1743 nombrado eparca de Beirut)[6]
- Nicolas Murad † (5 de diciembre de 1843-10 de enero de 1863 falleció)[7]
- Giuseppe Foraifer † (11 de febrero de 1872-?)[nota 1]
- Paolo Akl † (22 de febrero de 1919-1956 falleció)

### Administradores apostólicos
- François Ayoub † (16 de abril de 1954-2 de junio de 1966 falleció)
- Joseph Salamé † (24 de septiembre de 1967-4 de agosto de 1977 renunció)

### Obispos eparquiales
- Georges Abi-Saber, O.L.M. † (4 de agosto de 1977-2 de mayo de 1986 nombrado obispo auxiliar de Antioquía[nota 2])
- Antoine Torbey † (2 de mayo de 1986-23 de junio de 2001 retirado)
- Massoud Massoud (23 de junio de 2001-16 de enero de 2012 retirado)
- Elias Sleiman (16 de enero de 2012-14 de marzo de 2015 renunció)
- Antoine Chbeir, desde el 14 de marzo de 2015